# Eucharia hebe
Eucharia hebe là một loài bướm đêm thuộc phân họ Arctiinae, họ Erebidae.